# Cukuryne
Cukuryne (ukr. Цукурине) – osiedle na Ukrainie, w obwodzie donieckim, w rejonie pokrowskim, w hromadzie Sełydowe. W 2001 liczyło 2418 mieszkańców.